# Esplanade Johnny-Hallyday (Toulouse)
Pour l'esplanade du même nom à Paris, voir Esplanade Johnny-Hallyday (Paris).
L'esplanade Johnny-Hallyday est située à Toulouse en France, au pied du Zénith de Toulouse.

Elle est nommée ainsi depuis le 15 juin 2019 en mémoire du célèbre chanteur, compositeur et acteur français Johnny Hallyday.
De son vrai nom Jean-Philippe Smet, né le 15 juin 1943 dans le 9e arrondissement de Paris et mort le 5 décembre 2017 à Marnes-la-Coquette (Hauts-de-Seine).

## Inauguration
L'esplanade est inaugurée le 15 juin 2019 par le maire de Toulouse Jean-Luc Moudenc et en présence de la veuve du chanteur, Laeticia Hallyday ainsi que leurs deux enfants, Jade et Joy.
Lors de la cérémonie Laeticia Hallyday a rendu un hommage très émouvant à Johnny en présence de nombreux fans. La date de cette cérémonie correspond à la date anniversaire de Johnny, il aurait eu 76 ans.
David Hallyday et Laura Smet, les deux autres enfants de Johnny n’étaient pas présents à cette cérémonie, car cette date avait également été choisie par Laura pour célébrer son mariage religieux au Cap Ferret avec Raphaël Lancrey-Javal, déjà mariés civilement depuis le 1er décembre 2018.
David a toutefois envoyé un mot destiné au public qui a été lu à haute voix. « Merci mille fois pour cette esplanade dédiée à mon père. Cet hommage témoigne de tout cet amour que mon père a donné à son public ».